# ジョン・プリッチャード
サー・ジョン・マイケル・プリッチャード（Sir John Michael Pritchard CBE, 1921年2月5日 - 1989年12月5日）は、イギリスの指揮者。1962年大英帝国勲章コマンダー（CBE）、1975年シェークスピア賞（ハンブルク）受賞、1983年ナイトの勲位に叙される。

## 略歴
幼少時から、ロンドン交響楽団（LSO）のヴァイオリニストだった父親から音楽の手ほどきを受け、イタリアに留学して指揮法、ヴィオラ、ピアノ等を習得した。
1947年にグラインドボーン音楽祭でフリッツ・ブッシュのアシスタントを務め、1949年にブッシュの代役としてモーツァルトの『ドン・ジョヴァンニ』を指揮してデビューを飾り、グラインドボーン音楽祭の常連指揮者となった。1951年と1952年のシーズンにウィーン国立歌劇場で指揮をしたほか、1953年にはピッツバーグ交響楽団を指揮してアメリカ・デビューも果たしている。
1957年から1963年までは、ロイヤル・リヴァプール・フィルハーモニー管弦楽団の音楽監督を歴任。1964年からグラインドボーン音楽祭の音楽顧問を務め、1969年から1978年まで音楽監督の任にあった。1962年から1967年まではロンドン・フィルハーモニー管弦楽団の首席指揮者も兼任し、このオーケストラをグラインドボーン音楽祭に度々出演させている。
1970年には、来日直前に急逝したジョン・バルビローリに代わって東京でフィルハーモニア管弦楽団を指揮した。
1978年からはケルン歌劇場の首席指揮者に転身し、1981年からブリュッセルのベルギー王立歌劇場（モネ劇場）の音楽監督も務め、オペラ指揮者として国際的な名声を確立した。1981年からBBC交響楽団の音楽監督になり、1986年からはサンフランシスコ歌劇場の音楽監督も兼任したが、1989年に急逝した。ロサンゼルス・タイムスの記事によると「サンフランシスコ近郊のデイリーシティの病院で死去」「サンフランシスコ歌劇場のスポークスマンはプリッチャードが癌で68歳であったと発表した」とある。一方、ニューヨーク・タイムスの記事によると、肺癌でカリフォルニア州デイリーシティのシートンメディカルセンターで死去とある 。彼は同性愛者であることを公言しており、没後財産の大部分を男性パートナーに遺贈した。